# Lijst van voetbalinterlands Finland - Oman
Deze lijst van voetbalinterlands is een overzicht van alle officiële voetbalwedstrijden tussen de nationale teams van Finland en Oman. De landen speelden tot op heden zes keer tegen elkaar. De eerste ontmoeting, een vriendschappelijke wedstrijd, werd gespeeld in Muscat op 30 januari 1994. Het laatste duel, eveneens een vriendschappelijke wedstrijd, vond plaats op 24 januari 2014 in de Omaanse hoofdstad.

## Wedstrijden
| № | Plaats  | Datum            | Competitie        | Wedstrijd      | Uitslag |
| - | ------- | ---------------- | ----------------- | -------------- | ------- |
| 1 | Muscat  | 30 januari 1994  | Vriendschappelijk | Oman – Finland | 0 – 2   |
| 2 | Muscat  | 1 februari 1994  | Vriendschappelijk | Oman – Finland | 1 – 1   |
| 3 | Muscat  | 18 februari 2001 | Vriendschappelijk | Oman – Finland | 1 – 2   |
| 4 | Muscat  | 20 februari 2001 | Vriendschappelijk | Oman – Finland | 0 – 2   |
| 5 | Manamah | 3 december 2004  | Vriendschappelijk | Oman – Finland | 0 – 0   |
| 6 | Muscat  | 24 januari 2014  | Vriendschappelijk | Oman – Finland | 0 – 0   |

## Samenvatting
| Competitie        | Totaal gespeeld | Winst Finland | Gelijk | Winst Oman | Doelsaldo Finland – Oman |
| ----------------- | --------------- | ------------- | ------ | ---------- | ------------------------ |
| Vriendschappelijk | 6               | 3             | 3      | 0          | 7 − 2                    |
| Totaal            | 6               | 3             | 3      | 0          | 7 − 2                    |

Wedstrijden bepaald door strafschoppen worden, in lijn met de FIFA, als een gelijkspel gerekend.

## Details

### Eerste ontmoeting
| Vriendschappelijk (Muscat, Oman, 30 januari 1994): |              | |
| Oman                                               | 0 – 2        | Finland |
|                                                    | doelpunten   | 10' Kim Suominen 82' Markku Kanerva |
| Heshmat Mohajerani                                 | bondscoach   | Tommy Lindholm |
|                                                    | opstellingen | Antti Niemi Janne Mäkelä Ari Heikkinen Markku Kanerva Janne Lindberg Kim Suominen Mika Aaltonen Mika Nurmela Petri Järvinen Jokke Kangaskorpi 23' Jari Kinnunen |
|                                                    | wissels      | 23' Erkka Petäjä |

### Tweede ontmoeting
| Vriendschappelijk (Muscat, Oman, 1 februari 1994): |              | |
| Oman                                               | 1 – 1        | Finland |
| Doelpuntenmaker onbekend ??'                       | doelpunten   | 70' Niclas Grönholm |
| Heshmat Mohajerani                                 | bondscoach   | Tommy Lindholm |
|                                                    | opstellingen | Petri Jakonen 46' Janne Mäkelä Erkka Petäjä Markku Kanerva Janne Lindberg Kim Suominen Ari Heikkinen 66' Mika Aaltonen Mika Nurmela Petri Järvinen 62' Jokke Kangaskorpi |
|                                                    | wissels      | 46' Jussi Nuorela 62' Janne Suokonautio 66' Niclas Grönholm |

### Derde ontmoeting
| Vriendschappelijk (Muscat, Oman, 18 februari 2001): |              | |
| Oman                                                | 1 – 2        | Finland |
| Sameer Said 40'                                     | doelpunten   | 58' Jussi Nuorela 78' Aki Riihilahti |
| Carlos Alberto Torres                               | bondscoach   | Antti Muurinen |
|                                                     | opstellingen | Jani Viander Toni Huttunen Jussi Nuorela Toni Kuivasto 46' Miika Koppinen Harri Ylönen Tommi Grönlund Mika Kottila Jari Niemi 81' Vesa Vasara 46' Timo Marjamaa |
|                                                     | wissels      | 46' Aki Riihilahti 46' Sami Mahlio 81' Ville Väisänen |

### Vierde ontmoeting
| Vriendschappelijk (Muscat, Oman, 20 februari 2001): |              | |
| Oman                                                | 0 – 2        | Finland |
|                                                     | doelpunten   | 7' Ville Väisänen 52' Jari Niemi |
| Carlos Alberto Torres                               | bondscoach   | Antti Muurinen |
|                                                     | opstellingen | Jani Viander 55' Ville Nylund 55' Jussi Nuorela Toni Kuivasto Harri Ylönen Aki Riihilahti 46' Tommi Grönlund Sami Mahlio 76' Jari Niemi 87' Ville Väisänen 71' Vesa Vasara |
|                                                     | wissels      | 46' Timo Marjamaa 55' Toni Huttunen 55' Jarmo Saastamoinen 71' Mika Kottila 76' Antti Heinola 87' Marko Tuomela                                                            |

### Vijfde ontmoeting
| Vriendschappelijk (Manamah, Oman, 3 december 2004):                                                                                              |              | |
| Oman | 0 – 0        | Finland |
| | doelpunten   | |
| Milan Máčala | bondscoach   | Antti Muurinen |
| | opstellingen | Henri Sillanpää 46' Heikki Pulkkinen Janne Räsänen Toni Kallio Tuomo Könönen 75' Antti Pohja 90' Fredrik Nordback 46' Jussi Kujala 83' Henri Scheweleff Jari Litmanen 77' Toni Lehtinen |
| | wissels      | 46' Ari Nyman 46' Antti Okkonen 75' Petri Oravainen 77' Keijo Huusko 83' Janne Hietanen 90' Juha Pasoja                                                                                 |
| - Oman wint met 4-3 na strafschoppen. - Debuut van Henri Sillanpää, Janne Räsänen, Tuomo Könönen, Jussi Kujala en Henri Scheweleff voor Finland. |              | |

### Zesde ontmoeting
| Vriendschappelijk (Muscat, Oman, 24 januari 2014): |              | |
| Oman                                               | 0 – 0        | Finland |
|                                                    | doelpunten   | |
| Paul Le Guen                                       | bondscoach   | Mixu Paatelainen |
|                                                    | opstellingen | Henri Sillanpää Markus Halsti Joona Toivio Jere Uronen Teemu Tainio 61' Erfan Zeneli Sebastian Sorsa 77' Rasmus Schüller 86' Mikael Forssell Nikolai Alho 77' Toni Kolehmainen |
|                                                    | wissels      | 61' Pekka Sihvola 77' Sebastian Strandvall 77' Mehmet Hetemaj 86' Mika Ojala Jesse Joronen Walter Viitala Tapio Heikkilä Valtteri Moren                                        |
|                                                    | gele kaarten | 41' Jere Uronen |

Finse voetbalbond · A-internationals · Bondscoaches · Statistieken · Fins vrouwenelftal · Olympisch elftal · Finland U21 · Finland U20 · Finland U19 · Finland U18 · Finland U17 · Finland U16
1911 – 1919 ·
1920 – 1929 ·
1930 – 1939 ·
1940 – 1949 ·
1950 – 1959 ·
1960 – 1969 ·
1970 – 1979 ·
1980 – 1989 ·
1990 – 1999 ·
2000 – 2009 ·
2010 – 2019 ·
2020 − 2029
EK 2020
OS 1912 ·
OS 1936 ·
OS 1952 ·
OS 1980
1911 · 
1912 · 
1913 · 
1914 · 
1915 · 1916 · 1917 · 1918 · 
1919 · 
1920 · 
1921 · 
1922 · 
1923 · 
1924 · 
1925 · 
1926 · 
1927 · 
1928 · 
1929 · 
1930 · 
1931 · 
1932 · 
1933 · 
1934 · 
1935 · 
1936 · 
1937 · 
1938 · 
1939 · 
1940 · 
1941 · 
1942 · 
1943 · 
1944 · 
1945 · 
1946 · 
1947 · 
1948 · 
1949 · 
1950 · 
1952 · 
1952 · 
1953 · 
1954 · 
1955 · 
1956 · 
1957 · 
1958 · 
1959 · 
1960 · 
1961 · 
1962 · 
1963 · 
1964 · 
1965 · 
1966 · 
1967 · 
1968 · 
1969 · 
1970 · 
1971 · 
1972 · 
1973 · 
1974 · 
1975 · 
1976 · 
1977 · 
1978 · 
1979 · 
1980 · 
1981 · 
1982 · 
1983 · 
1984 · 
1985 · 
1986 · 
1987 · 
1988 · 
1989 · 
1990 · 
1991 · 
1992 · 
1993 · 
1994 · 
1995 · 
1996 · 
1997 · 
1998 · 
1999 · 
2000 · 
2001 · 
2002 · 
2003 · 
2004 · 
2005 · 
2006 · 
2007 · 
2008 · 
2009 · 
2010 · 
2011 · 
2012 · 
2013 · 
2014 · 
2015 · 
2016 · 
2017 · 
2018 ·
2019 ·
2020
Albanië ·
Algerije ·
Andorra ·
Armenië ·
Azerbeidzjan ·
Bahrein ·
Barbados ·
België ·
Bermuda ·
Bolivia ·
Bosnië en Herzegovina ·
Brazilië ·
Bulgarije ·
Canada ·
Chili ·
China ·
Colombia ·
Costa Rica ·
Cyprus ·
Denemarken ·
DDR ·
(West-)Duitsland ·
Ecuador ·
Egypte ·
Engeland ·
Estland ·
Faeröer ·
Frankrijk ·
Georgië ·
Griekenland ·
Honduras ·
Hongarije ·
Ierland ·
IJsland ·
India ·
Irak ·
Israël ·
Italië ·
Japan ·
Jemen ·
Joegoslavië ·
Jordanië ·
Kameroen ·
Kazachstan ·
Koeweit ·
Kosovo ·
Kroatië ·
Letland ·
Liechtenstein ·
Litouwen ·
Luxemburg ·
Maleisië ·
Malta ·
Marokko ·
Mexico ·
Moldavië ·
Montenegro ·
Nederland ·
Noord-Ierland ·
Noord-Korea ·
Noord-Macedonië ·
Noorwegen ·
Oekraïne · 
Oman ·
Oostenrijk ·
Peru ·
Polen ·
Portugal ·
Qatar ·
Roemenië ·
Rusland ·
San Marino ·
Saoedi-Arabië ·
Schotland ·
Servië ·
Servië en Montenegro ·
Singapore ·
Slovenië ·
Slowakije ·
Sovjet-Unie ·
Spanje ·
Thailand ·
Trinidad en Tobago ·
Tsjechië ·
Tsjecho-Slowakije ·
Tunesië ·
Turkije ·
Uruguay ·
Verenigde Arabische Emiraten ·
Verenigde Staten ·
Wales ·
Wit-Rusland ·
Zuid-Korea ·
Zweden ·
Zwitserland
België (2021) · 
Denemarken (2021) · 
Rusland (2021)
OFA · A-internationals · Bondscoaches · Statistieken · Olympisch elftal · Oman U21 · Oman U20 · Oman U19 · Oman U18 · Oman U17
1970 – 1979 · 
1980 – 1989 · 
1990 – 1999 · 
2000 – 2009 · 
2010 – 2019 ·
2020 − 2029
1974 · 
1975 · 
1976 · 
1977 · 
1978 · 
1979 · 
1980 · 
1981 · 
1982 · 
1983 · 
1984 · 
1985 · 
1986 · 
1987 · 
1988 · 
1989 · 
1990 · 
1991 · 
1992 · 
1993 · 
1994 · 
1995 · 
1996 · 
1997 · 
1998 · 
1999 · 
2000 · 
2001 · 
2002 · 
2003 · 
2004 · 
2005 · 
2006 · 
2007 · 
2008 · 
2009 · 
2010 · 
2011 · 
2012 · 
2013 · 
2014 ·
2015 ·
2016 ·
2017 ·
2018 ·
2019 ·
2020 ·
2021 ·
2022 ·
2023
Afghanistan ·
Algerije ·
Australië ·
Azerbeidzjan ·
Bahrein ·
Bangladesh ·
Benin ·
Bhutan ·
Bosnië en Herzegovina ·
Brazilië ·
Bulgarije ·
Burkina Faso ·
Chili ·
China ·
Congo-Kinshasa ·
Costa Rica ·
Duitsland ·
Ecuador ·
Egypte ·
Estland ·
Filipijnen ·
Finland ·
Gabon ·
Guam ·
Haïti ·
Hongkong ·
Ierland ·
India ·
Indonesië ·
Irak ·
Iran ·
Japan ·
Jemen ·
Jordanië ·
Kazachstan ·
Kenia ·
Kirgizië ·
Koeweit ·
Kosovo ·
Laos ·
Letland ·
Libanon ·
Liberia ·
Libië ·
Macau ·
Malediven ·
Maleisië ·
Mali ·
Marokko ·
Mauritanië ·
Mozambique ·
Myanmar ·
Nepal ·
Nieuw-Zeeland ·
Noord-Korea ·
Noord-Macedonië ·
Noorwegen ·
Oezbekistan ·
Pakistan ·
Palestina ·
Paraguay ·
Qatar ·
Saoedi-Arabië ·
Senegal ·
Singapore ·
Slovenië ·
Soedan ·
Somalië ·
Sri Lanka ·
Syrië ·
Tadzjikistan ·
Taiwan ·
Thailand ·
Togo ·
Tunesië ·
Turkmenistan ·
Uruguay ·
Verenigde Arabische Emiraten ·
Verenigde Staten ·
Vietnam ·
Wit-Rusland ·
Zambia ·
Zimbabwe ·
Zuid-Korea ·
Zweden ·
Zwitserland